# چیلس (آتشفشان)
چیلس (به اسپانیایی: Volcán Chiles) یک کوه و آتشفشان چینه‌ای در اکوادور است که در استان کارچی واقع شده‌است. چیلس ۴٬۶۹۸ متر بالاتر از سطح دریا واقع شده‌است.